# Dolicharthria carbonalis
Dolicharthria carbonalis là một loài bướm đêm trong họ Crambidae.